# Mallosiola regina
Mallosiola regina är en skalbaggsart som först beskrevs av Lucas Friedrich Julius Dominikus von Heyden 1887.  Mallosiola regina ingår i släktet Mallosiola och familjen långhorningar.
Artens utbredningsområde är Kazakstan. Inga underarter finns listade i Catalogue of Life.